# Viesturs (1926)
Viesturs – łotewski trałowiec z lat 20. XX wieku, pierwsza z dwóch jednostek typu Viesturs. Zwodowany 27 maja 1926 roku we francuskiej stoczni Ateliers et Chantiers de la Loire w Nantes, został przyjęty do służby w marynarce łotewskiej jesienią 1926 roku. W wyniku aneksji Łotwy przez ZSRR jednostka została w sierpniu 1940 roku włączona do Floty Bałtyckiej początkowo pod tą samą nazwą, zmienianą następnie na oznaczenia T-298, Nr 57, Nr 51 i ponownie T-298. Okręt zakończył służbę w marynarce w lutym 1948 roku, przebudowany na statek badawczy. Został złomowany w latach 50. XX wieku.

## Projekt i budowa
Trałowce typu Viesturs zostały zamówione przez rząd Łotwy we Francji. Zawarty w październiku 1924 roku kontrakt opiewał na 1,5 mln łatów. Stworzony specjalnie na zamówienie projekt okrętów bazował na kadłubach holowników  .
„Viesturs” został zbudowany w stoczni Ateliers et Chantiers de la Loire w Nantes. Stępkę okrętu położono na początku 1926 roku  , a zwodowany został 27 maja 1926 roku .

## Dane taktyczno-techniczne
„Viesturs” był trałowcem o długości całkowitej 48,9 metra (46 metrów między pionami), szerokości 6,5 metra i zanurzeniu 1,5 metra (maksymalnie 1,8 metra) . Wyporność standardowa wynosiła 265 ton, a pełna 310 ton . Siłownię jednostki stanowiły dwie pionowe maszyny parowe potrójnego rozprężania o łącznej mocy 750 KM, do których parę dostarczały dwa kotły Normand . Prędkość maksymalna napędzanego dwiema śrubami okrętu wynosiła 14 węzłów . Zapas paliwa płynnego wynosił 30 ton. Zasięg wynosił 1100 Mm przy prędkości 11 węzłów .
Uzbrojenie artyleryjskie stanowiło pojedyncze działo przeciwlotnicze kalibru 75 mm M1925 L/35 oraz cztery karabiny maszynowe . Wyposażenie trałowe stanowił trał mechaniczny, a na pokład można było zabrać 30 min  .
Załoga okrętu składała się z 39 oficerów, podoficerów i marynarzy .

## Służba
„Viesturs” został przyjęty do służby w marynarce łotewskiej jesienią 1926 roku  . Koniec służby nastąpił w sierpniu 1940 roku w wyniku aneksji Łotwy przez ZSRR  . Jednostka została 19 sierpnia 1940 roku bez zmiany nazwy włączona do Floty Bałtyckiej  . W październiku 1940 roku okręt otrzymał oznaczenie T-298 . W lipcu 1941 roku, po agresji Niemiec na ZSRR, jednostce nadano oznaczenie Nr 57, by we wrześniu tego roku zmienić je na Nr 51 . W 1944 roku dokonano modernizacji uzbrojenia okrętu: zdemontowano broń pochodzenia francuskiego, instalując w zamian pojedyncze działo kal. 76 mm 34-K L/52, pojedyncze działo kal. 45 mm 21-K L/43 oraz trzy pojedyncze wielkokalibrowe karabiny maszynowe kal. 12,7 mm L/79 . W sierpniu 1944 roku przywrócono oznaczenie jednostki T-298 . Okręt zakończył służbę w marynarce wojennej w lutym 1948 roku, a następnie został przebudowany na statek badawczy . W latach 50. XX wieku został złomowany.